# Cystobia minchinii
Cystobia minchinii is een soort in de taxonomische indeling van de Myzozoa, een stam van microscopische parasitaire dieren. Het organisme komt uit het geslacht Cystobia en behoort tot de familie Urosporidae. Cystobia minchinii werd in 1904 ontdekt door Woodcock.